# Kompaskwal
De kompaskwal (Chrysaora hysoscella) is een neteldier dat behoort tot de klasse van de schijfkwallen (Scyphozoa). De kompaskwal spoelt soms in grote hoeveelheden aan op de Noordzeekust, vooral bij oostenwind.

## Kenmerken
De kwal bestaat in het volwassen stadium net als andere schijfkwallen uit een schijfvormige hoed of klok, met hieronder de tentakels. De hoed kan een doorsnede bereiken van ongeveer 30 centimeter. Aan de rand van de hoed zijn 24 dunne tentakels gelegen, die gerangschikt zijn in acht groepen van drie tentakels. Ze dienen voor de voortbeweging en kunnen ongeveer twee meter lang worden. Aan de onderzijde van de hoed zijn in het midden vier mondarmen aanwezig, die dikker en soms langer zijn dan de tentakels, maar ze kunnen ook korter zijn. Het lichaam van de kompaskwal is waterig en doorzichtig, de hoed heeft zestien meestal duidelijke gele tot roodbruine strepen die straalsgewijs naar buiten wijzen. De tekening doet enigszins denken aan een kompasroos waaraan de Nederlandse naam te danken is. De lobben aan de rand en het centrum van de mondarmen hebben dezelfde kleur.

## Levenswijze
De kwal komt vaak in grote groepen voor. De kompaskwal leeft van kleine visjes en andere zeedieren, die met de tentakels worden gevangen. Er zijn echter ook soorten die de kwal als schuilplaats gebruiken, zoals jonge horsmakrelen.
De voortplantingscyclus is net als andere kwallen erg complex en niet te vergelijken met andere dieren. De kwal is hermafrodiet maar verandert gedurende het leven verschillende malen van geslacht. De meeste exemplaren zijn eerst mannelijk, vervolgens tweeslachtig en later vrouwelijk van geslacht. De eieren van de kwal worden in de maagholte geborgen tot de eerste larvale stadia zijn doorlopen. Dit in tegenstelling tot andere kwallen die de eieren in het water afzetten.

## Steek bij de mens
Een steek van de kompaskwal kan bij de mens zeer pijnlijk zijn en leiden tot lichte verwondingen die doen denken aan de striemen van zweepslagen. De steek is echter niet gevaarlijk voor de mens.
Als een kwal in aanraking komt met de menselijke huid, worden door de zogenaamde netelcellen kleine naaldjes afgeschoten. Dit zijn microscopisch kleine structuren die de huid binnendringen en een gif afgeven in de bloedbaan. Op de huid blijven vaak vele niet-afgeschoten netelcellen aanwezig.
Bij andere soorten kwallen, zoals de zeer giftige dooskwallen, kunnen deze onafgeschoten netelcellen geneutraliseerd worden met stoffen zoals azijn of ammoniak. Voor een steek van in Nederland voorkomende kwallen wordt dit echter ontraden en is het beter te spoelen met heet water of zeewater. Spoelen met zoet water is contraproductief; dit kan niet afgeschoten netelcellen alsnog activeren en maakt de pijn alleen maar erger.

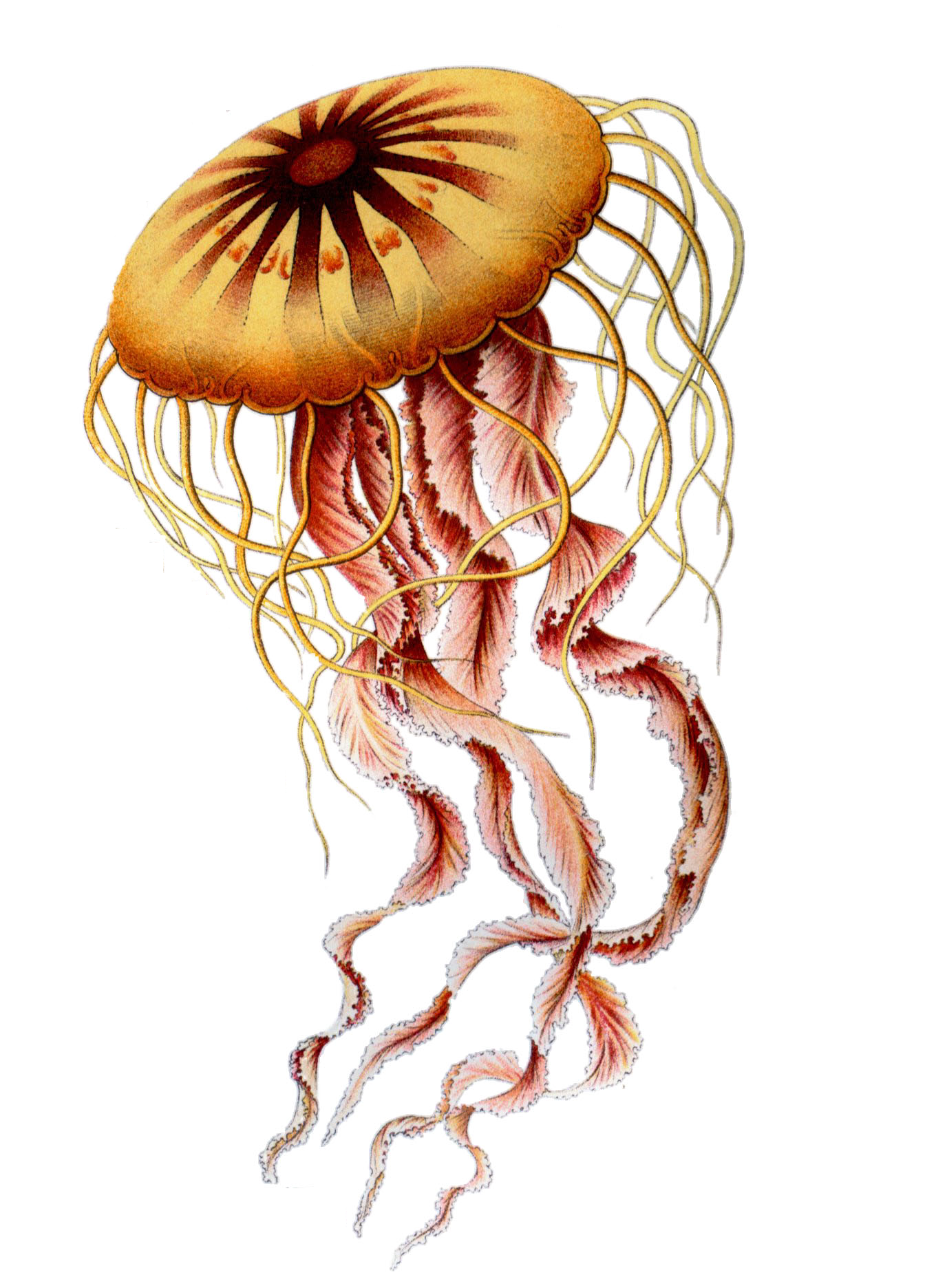
Schematische tekening door Ernst Haeckel.
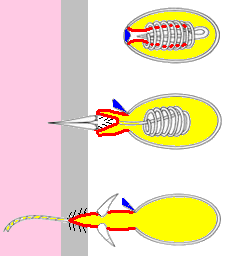
Schema van een schietende netelcel.
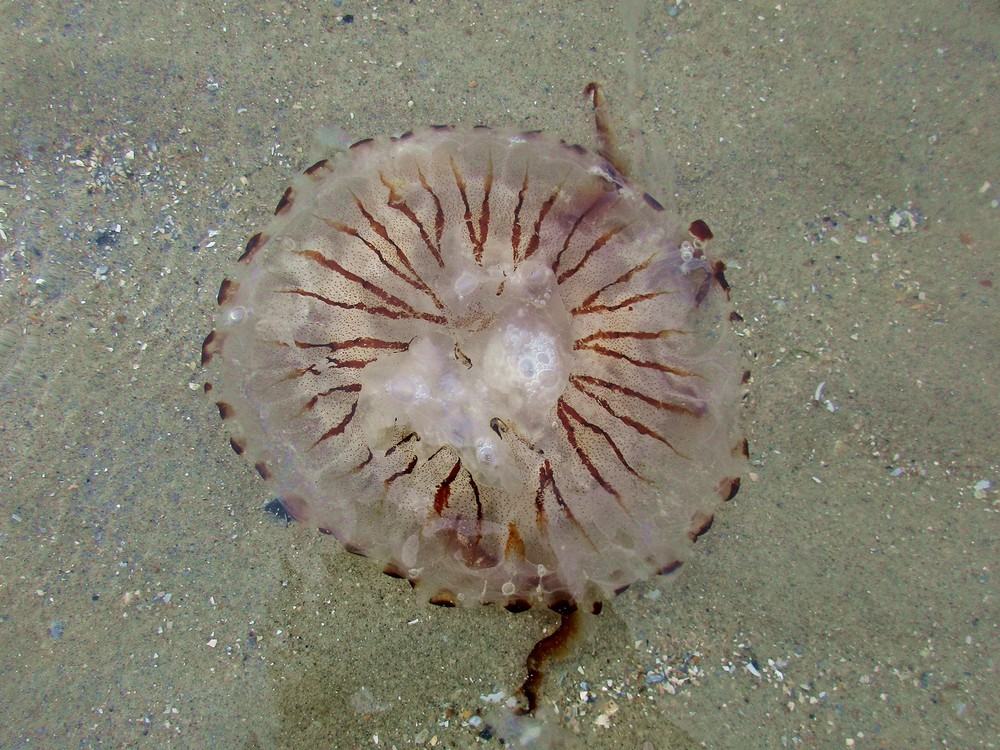
Aangespoeld